# 李漢 (唐朝)
李漢（?—?），字南纪，唐朝宗室、官员。嗣雍王李道明六世孙。

## 生平
少年时为韩愈弟子，通古学，属辞雄蔚，为人刚，略类愈。韩愈很喜欢他，把女儿嫁给他。元和七年（812年）擢进士第，迁累左拾遗。唐敬宗时（824年—827年），侈宫室。舶买献沉香亭材，唐敬宗同意，李汉谏曰：“以沉香为亭，何异瑶台琼室乎？”是时，政事谬僻，李汉言切，多所救补。坐婞讦出佐兴元幕府。
827年，唐文宗立，召为屯田员外郎、史馆修撰。论次《宪宗实录》，书宰相李吉甫事不假借，其子李德裕恶之。至李宗闵主政，擢知制诰，稍进御史中丞，吏部侍郎。曾上奏李德裕厚賂仲陽，暗中勾結漳王李凑，圖為不軌。李德裕辅政時，出京为汾州刺史，再以不孝之罪絀免，改汾州司马。大和九年（835年）八月，與杨虞卿、萧瀚皆再贬。皇帝甚至下令二十年內不得用。但不久改绛州（今山西新绛）刺史。大中（847年－859年）年間，召拜宗正少卿，卒於任上。
当李汉为中丞，表亲孔温业为御史，等李汉晚见召，孔温业已为中丞，每燕集，人以为荣。

## 延伸阅读
[在维基数据编辑]
 《舊唐書·卷171》，出自刘昫《舊唐書》